# Ockelbo (comuna)
Ockelbo (em sueco: Ockelbo kommun) é uma comuna da Suécia localizada no condado de Gävleborg. Sua capital é a cidade de Ockelbo. Possui 1 065 quilômetros quadrados e segundo censo de 2018, havia 5 906 habitantes.